# ポア (オウム真理教)
ポアとは、オウム真理教教祖の麻原彰晃が、自らの関与した殺人をその被害者が自身の悪業により地獄に堕ちるのを防ぐだけでなく、より高い世界へ転生させる為であるとして使用した用語である。語源はチベット語の「ポワ」(チベット文字:འཕོ་བ་ ワイリー方式:'pho ba)とみられる。この言葉自体には「殺人」や「殺害」という意味はないが、後期密教の一部には慈悲のために他者を殺害して極楽浄土などへ意識を遷移させる思想も存在する 。

## オウム真理教におけるポア（ポワ）
宗教学者の渡辺学によると、オウム真理教においては「ポア」と「ポワ」は「魂の転移」を意味する同じ言葉であり、成就者が弟子に命じて将来悪業を積む可能性のある人間の殺害は「魂の転移」となり、被殺害者も殺害者にも益となる、と説かれ、ラマ・ケツン・サンポ、中沢新一共著『虹の階梯』（平河出版社、1981年）、おおえまさのり訳編『ミラレパ』（オームファンデー ション1976年、めるくまーる1980年）などが麻原のポアの典拠と推測している。別の宗教学者、大田俊寛もポアという言葉をオウム真理教に教えたのは『虹の階梯』とする。
元教団幹部の中村昇によれば、中沢新一の「虹の階梯」を読んでいた弟子の方から、ポア（意識の移し替え）を殺人を含めた隠語として使い始めたという。
元オウム幹部、のちアーレフ代表野田成人は「教団の中では麻原の書籍以外は読んではいけないのですが、『虹の階梯』だけは転がっていました」「教団の中ではネタ本として半ば公になっていたので、みんな参照はしていました。」と証言している。
まだ「オウム神仙の会」の時代だった1987年1月4日の時点で、教祖麻原彰晃はすでに殺人を肯定する意味で「ポア」の用語を使った説法をしていた。
オウム最初の殺人事件である男性信者殺害事件は1989年2月10日に起きた。事件から数ヶ月後には次のように語っている。

（オウムから見て）「悪業を積む者」は、そのまま生かしておいてはさらに「悪業」を積み、来世の転生先でその分苦しまなければならない。それを避けるためには一刻も早くその生命を絶たなければ（殺害しなければ）ならない。そうすることで、これ以上「悪業」を積むことがなくなり、また「グルとの逆縁」ができるので本人のためにも良い。また殺人を実行した弟子は、「被害者の魂を救済した」ことになるので、「功徳」を積むことになる、という理論であった。

## チベット密教におけるポワ
ポア(正しくはポワ)はチベット語であり、仏教辞典では「遷移・転移」、または経典の文脈によって「遷有」と訳される。イェシュケのチベット語辞書でも、1）to change place/shift/migrate、2）to change、3）to die となっており、死ぬという意味はあっても、殺すという意味は存在していない。金本拓士によれば、ポワというチベット語の元となったサンスクリット語は確定されているとは言い難いが、saṃkramaṇa（サンクラマナ）が有力とされているという。モニエルの梵英辞典によれば、saṃkramaṇa（サンクラマナ）は「（黄道十二宮の）ある宮から他（の宮）への通過」の意味として説明されており、兜率天上生下生など、規定された道筋を順に移り行くことを示す。他にも蔵訳の仏典では、sañcāra（サンチャーラ）という語がポワ（'pho ba）と訳されており、「移行」の意味である。
タントラ密教でのポワとは、ナーローパの六法において、すなわち、以下のトゥンモの修行から中有の修行に続いて最後の修行とされる転移・遷有の修行のことであり、意図的に自己または他者の意識を移し替える技法である。
1. 体の火を燃え上がらせるトゥンモの修行
2. 幻身の修行
3. 夢の修行
4. 光明の修行
5. 中有の修行
6. 転移・遷有の修行（ポワ）

タントラ密教におけるヨーガ体系においては、殺害や、他者の魂を奪う意味はない。
『チベット死者の書』では、死に際して輪廻から解脱することが最上とされるが、それがかなわなかった場合には次善の策として六道のうち人間界よりもましなところへと転生させる、引導の儀式が行われる。それがポワである。ポワを施すときその者は瀕死の状態にあり、死の要因はすでに施術者（僧）がどうこうできるものではない。ここでも「殺す」という意図は存在しない。

## 善巧方便経・密教経典における殺生
男性信者殺害事件直後に行われた富士山総本部の説教で麻原は、仏陀の前生の話として、ある悪人が船に乗った300人の貿易商の財産を奪おうとしていたが、仏陀(の前生）はこの悪人のカルマが悪かったのでポア（殺害）、つまり、高い世界に転生させる為の殺害であると説教して正当化した。
渡辺学はここで麻原が言及しているのは善巧方便経にあると指摘している。善巧方便経では、500人の商人が乗る船で1人の悪人が全員を殺害して財宝を奪おうとしていたが、釈迦の前生である船長は 、悪人が商人を殺して地獄におちること、反対に計画を知った商人が悪人を殺し地獄に落ちるのを防ぐには、 この悪人を私が殺す以外に方法はない」と大悲の心をおこし、その善巧方便によって悪人を殺した。
渡辺学はこれは釈迦が生まれる前に行ったという話であり、釈迦と同じ心境になった人間が同じことをしても構わないという話ではなく、麻原の解釈には飛躍があり、また麻原は自分が最終解脱者であり、神に等しい存在であることを証明し、殺人行為を救済と結びつけるためにこの物語を利用したと述べている。
元高野山大学学長の藤田光寛は、仏教における「慈悲の心と善巧方便にもとづく殺生」 について、「本生譚や説話、 また歴史的 ・社会的な出来事などによる例証を示して説かれたこのような話は、私どものような凡夫に信知させるために用いられた象徴的比喩である。文字どおりに殺生などを実行して良いという意味ではない。」と明言する。

### 後期密教仏典で説かれる反倫理的行為
また、タントラにおいても殺生が説かれることがある。
無上瑜伽タントラでは、出世間的な解脱と世間的な欲望 (kāma) のいずれをも目的とし、性や殺生、貧欲・瞑悉(憎悪）・愚癬（妄想) の三毒が肯定される。
ヘーヴァジュラ・タントラとその註釈書類では、護摩の呪殺 (māraṇa) や調伏の目的は、妄分別 (vikalpa, rnam par rtog pa) をなくすためである、としている。
密教の般若 ・母タントラでは、誕生と同時に物事を分別する智慧 (妄分別、vikalpa, rnam par rtog pa) が一時的な客のような垢として付加されているので、その妄分別を浄化（＝除去）して無分別の智慧を獲得することを目的として、その手段として、反倫理的な行為を実践する、としている。
松長有慶は、このようなタントリズムがもつ非倫理的、非社会的な点を、皮相的、世間的に理解せず、その会通、昇華、純化された象徴性という観点などからその本来的な意義を評価すべきであると明言している。

## 他組織との類似点
- 自らの宗教的思想と相反するものに対して無差別殺人などのテロを肯定・正当化するこの思想に最も近いのは、イスラム過激派における『ジハード』が挙げられる。本来の意味から逸脱しているのも共通点である。
- 1970年代前半に明らかとなった連合赤軍の「総括」との類似がしばしば指摘される。パトリシア・スタインホフと伊東良徳の共著『連合赤軍とオウム真理教 日本社会を語る』や田原総一朗著の『連合赤軍とオウム わが内なるアルカイダ』など、この問題を取り上げた書籍がこれまでに発刊されている。
- 野田正彰は、他の仏教教団でも日清戦争・日露戦争以後に同様の殺人肯定の宗教的詭弁が流行していたことを指摘している[16]。浄土真宗本願寺派と交流のある森達也は自著『A3』で[要ページ番号]、宗教による殺害肯定の普遍性として太平洋戦争時における本願寺派などの戦争協力を例に挙げている。それ以前にも、日蓮の「法華経の敵に成れば此れを害するは第一の功徳と説き給うなり」（『秋元御書』）との言葉や、僧兵の存在などがあった（キリスト教にも騎士修道会や従軍牧師の存在がある）。

## 関連文献
- 東京キララ社編集部編『オウム真理教大辞典』ISBN 4380032094
- 大石紘一郎『オウム真理教の政治学』朔北社、2008年